# Karl Heinrich Remigius Sauerländer
Karl Heinrich Remigius Sauerländer (* 28. November 1848 in Aarau; † 14. Mai 1919 ebenda) war ein Schweizer Verleger und Politiker.

## Leben und Werk

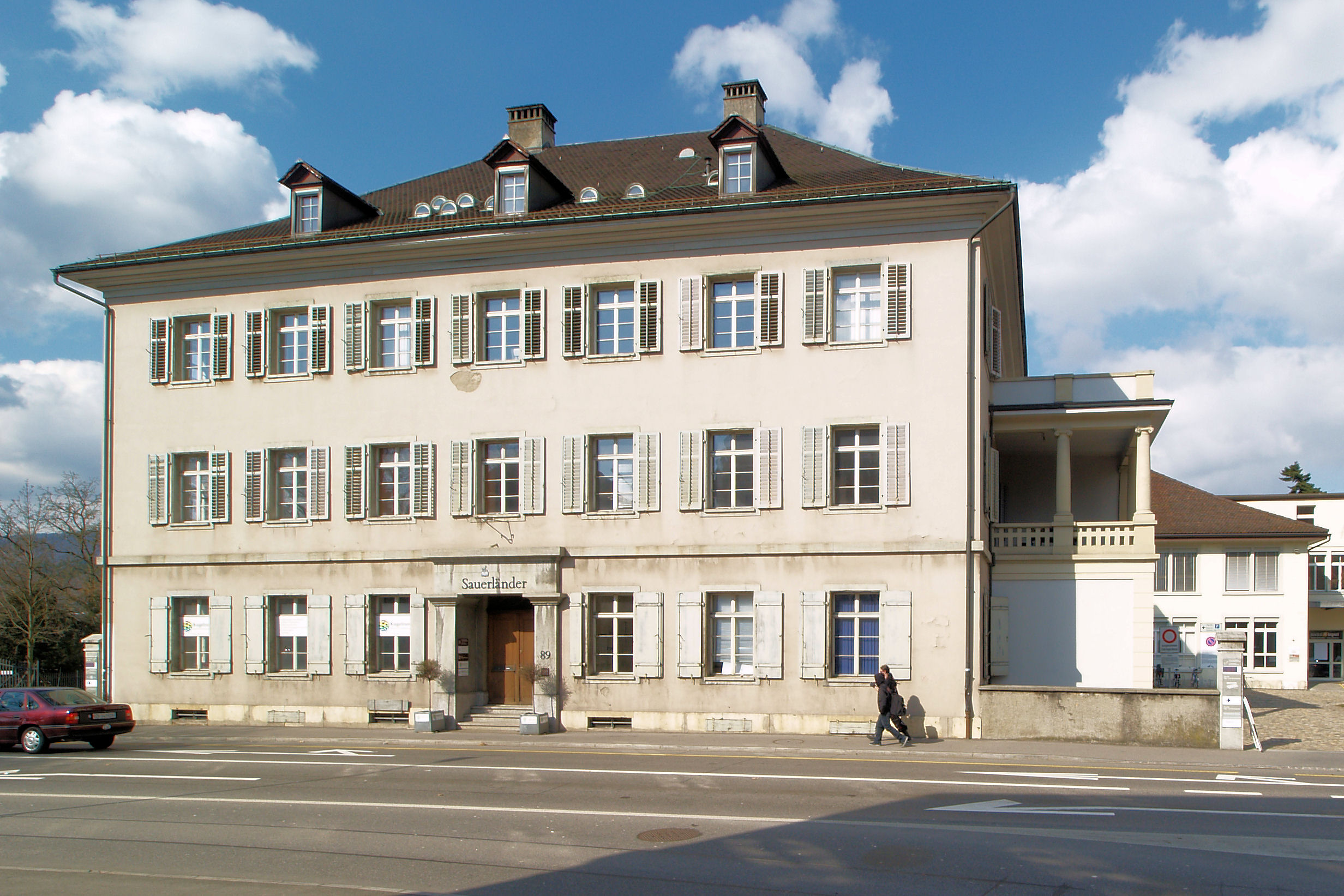
Das Sauerländer Haus an der Laurezenvorstadt 89 in Aarau

Sauerländer war der Enkel des Verlagsgründers Heinrich Remigius Sauerländer und absolvierte in Würzburg eine zweijährige Lehre als Buchhandlungsgehilfe, von der er infolge des plötzlichen Todes des Vaters zurückgerufen wurde. Da sein Schwager Guido Zschokke (* 29. Juni 1835; † 14. April 1900) in der Firma leitend tätig war, konnte Sauerländer an der Universität Berlin und an der Universität Wien studieren. Anschliessend unternahm er eine mehrwöchige Studienreise in die Vereinigten Staaten.
Als Leutnant machte Sauerländer 1870 einen Teil der Grenzbesetzung mit, kommandierte später das Fricktaler Bataillon 58 und als Oberstleutnant den Landsturm des Kreis 5. Sauerländer übernahm 1872 den Verlag Sauerländer und die Buchdruckerei, die er bis zu seinem Tod führte. Unter seiner Führung wurde die Firma im Jahr 1900 in eine Kommanditgesellschaft umgewandelt.
Sauerländer war zudem in verschiedenen Vereinen und Kommissionen tätig. Von 1891 bis 1899 übertrugen ihm die Vereinigten Staaten die Funktion eines Konsularagenten. Von 1889 bis 1909 war Sauerländer im Aargauer Grossrat.
Sauerländer war Mitbegründer der Anstalt für geistig behinderte Kinder in Biberstein, die er jahrelang auch präsidierte. Er war Präsident der «Aargauischen Kunstvereins» und bemühte sich ganz besonders um das Zustandekommen des Heinrich Zschokke Denkmals in Aarau. Zudem war Sauerländer Jahrzehntelang Kassier der «Historischen Gesellschaft des Kantons Aargau».